# Zlatko Begonja
Zlatko Begonja (Zadar, 8. siječnja 1960.) je hrvatski povjesničar. 
Upravitelj je (2020. godine) Zavoda za povijesne znanosti HAZU. 

## Životopis
Nakon što je osnovnu i srednju školu pohađao u Zadru, završio je I. stupanj Pomorskog fakulteta u Rijeci, te potom diplomirao na Filozofskom fakultetu u Zadru, smjer povijest i filozofija. Doktorsku disertaciju s temom „Političke prilike i sudski procesi u Zadru od 1944. do 1948.“ je na Odsjeku za povijest Sveučilišta u Zadru obranio 2. listopada 2007.
Od rujna 2004. je zaposlen kod Zavoda za povijesne znanosti HAZU u Zadru; od 2009. je upravitelj tog Zavoda. Od iste 2009. godine na Sveučilištu u Zadru izvodi nastavu iz kolegija "Opća povijest 20. stoljeća", pri Odjelu za izobrazbu učitelja i odgojitelja predškolske djece. Od 2010. godine, na Odjelu za povijest i Odjel za geografiju istoga sveučilšta predaje kolegij "Hrvatska povijest poslije 1945.". Također od 2010. godine, je na poslijediplomskom doktorskom studiju "Jadran - poveznica među kontinentima" nositelj izbornog predmeta "Revindikacije hrvatskog Jadrana tijekom XX. stoljeća".

## Djela
- Begonja, Z. (ur.), Zadarska županija, Zadarska županija, Zadar, 2011., 203 str. (dvojezično)
- Rupić, M. – Gaiger, V. (priređivači); Matković, B. – Đonlić, T. – Kolanović, T. – Begonja, Z. – Pilić, S. – Roca, E. (suradnici): Partizanska i komunistička represija i zločini u Hrvatskoj 1944. – 1946. Dokumenti. Dalmacija, 4, Hrvatski institut za povijest, Zagreb – Podružnica za povijest Slavonije, Srijema i Baranje, Slavonski Brod, Zagreb – Slavonski Brod, 2011., 980 str.
- Begonja, Z., Zadar između fašizma i komunizma, Zadarska smotra, 5-6, Zadar, 2001., 179-212.
- Begonja, Z., Partikularni antifašizam, Društvena istraživanja, 12 (5), Zagreb, 2003., 744-764.
- Begonja, Z., Iza obzorja pobjede – sudski procesi "narodnim neprijateljima" u Zadru 1944. – 1946., Časopis za suvremenu povijest, 37 (1), Zagreb, 2005., 71-82.
- Begonja, Z., Odonimi kao ideološke manifestacije na primjeru Zadra, Radovi Zavoda za povijesne znanosti HAZU u Zadru, 48, Zadar, 2006., 703-720.
- Begonja, Z., Okružna komisija za ratne zločine Zadar (1944. – 1946.), u: T. Oršolić (ur.), Zadar i okolica od Drugoga svjetskog rata do Domovinskog rata, Zadar, 2007., 26-40.
- Begonja, Z., Zadar između dva svjetska rata, Murterski godišnjak, 5, Murter, 2007., 47-82.
- Begonja, Z., Zadar u sporazumima tijekom prve polovice XX. stoljeća (1915. – 1947.), Radovi Zavoda za povijesne znanosti HAZU u Zadru, 49, Zadar, 2007., 501-521.
- Begonja, Z., Dalmatinski dio Hrvatske, Pariška mirovna konferencija i Ugovor o miru s Italijom (1946. – 1947.), Adrias, 1, Split, 2008., 123-128.
- Begonja, Z., Vincenzo Serrentino – posljednji talijanski prefekt Zadarske provincije, Časopis za suvremenu povijest, 40 (3), Zagreb, 2008., 833-850.
- Begonja, Z., Ivan Pernar o hrvatsko-srpskim odnosima nakon atentata u Beogradu 1928. godine, Radovi Zavoda za povijesne znanosti HAZU u Zadru, 51, Zadar, 2009., 203-218.
- Begonja, Z., Jugoslavenski konzulat u Zadru i vizni režim za Židove iz 1939. godine, Radovi Zavoda za povijesne znanosti HAZU u Zadru, 51, Zadar, 2009., 219-231.
- Begonja, Z., Benkovac 1990. – pokušaj atentata na dr. Franju Tuđmana, u: N. Piskač (ur.), Dani dr. Franje Tuđmana – Hrvati kroz stoljeća, 3, Veliko Trgovišće, 2010., 53-67.
- Begonja, Z., Formiranje tvornice Maraska neposredno nakon Drugoga svjetskog rata, u: A. Bralić – J. Faričić (ur.), Višnja Maraska, Zadar, 2010., 185-201 (dvojezično).
- Begonja, Z., Ist i Škarda u Drugom svjetskom ratu i poraću (1943. – 1946.), u: J. Faričić (ur.), Otoci Ist i Škarda, Zadar, 2010., 291-303.
- Begonja, Z., Političke prilike u zadarskoj nadbiskupiji tijekom II. svj. rata i u neposrednom poratnom razdoblju 1942. – 1946., u: N. Piskač (ur.), Dani dr. Franje Tuđmana – Hrvati kroz stoljeća, 4, Veliko Trgovišće, 2011., 285-303.
- Begonja, Z., Proturječja u svezi s brojem žrtava fašističkog koncentracijskog logora na otoku Molatu, u: V. Geiger – M. Grahek Ravančić – M. Karakaš Obradov (ur.), Logori, zatvori i prisilni rad u Hrvatskoj / Jugoslaviji 1941. – 1945., 1945. – 1951., Zagreb, 2011., 91-111.
- Begonja, Z., Komunistički teror i zločinstva u Zadru 1944. – 1946., u: R. Horvat – L. Vukušić – V. Zednik (ur.), Represija i zločini komunističkog režima u Hrvatskoj, Zagreb, 2012., 269-289.
- Begonja, Z., Kontroverze iz Srba 27. srpnja 1941. godine, u: J. Pavičić (ur.), Dossier Boričevac, Zagreb, 2012., 226-245.
- Begonja, Z., Povijest i ideološke predrasude u Hrvatskoj, u: J. Barbić (ur.), Vrijednosti suvremenog društva – Hrvatska u XXI. stoljeću, Zagreb, 2012., 109-115.
- Okupacija duha: ideološka indoktrinacija u Zadru 1945.-1955., Sveučilište u Zadru, Zadar, 2021.

## Nagrade
- 2023.: Nagrada Ljubica Štefan, za knjigu Okupacija duha: ideološka indoktrinacija u Zadru 1945.‒1955.[2]

## Vanjske poveznice
- CROSBI Hrvatska znansvena bibliografija, Pregled po znanstveniku: Zlatko Begonja